# Ґьотоку Кодзі
Ґьотоку Кодзі (яп. 行徳浩二, нар. 28 січня 1965, Сідзуока) — японський футболіст, що грав на позиції захисника. Згодом — футбольний тренер, з 2019 року очолює тренерські штаби національної збірної Камбоджі різного віку.

## Клубна кар'єра
Починав грати на батьківщині в університетській команді. 1988 року приєднався до німецького «Вердера», в якому, утім, грав лише за другу команду.
1989 року повернувся до Японії, де до 1992 року виступав за «Тойота Моторс».

## Тренерська робота
2003 року став головним тренером «Сімідзу С-Палс», де пропрацював протягом року.
Протягом 2008–2010 років тренував збірну Бутану. З 2012 по 2013 рік працював з командою «Ґіфу», а в 2014–2015 роках тренував таїландський «Ангтонг».
З 2016 року очолює тренерський штаб національної збірної Непал.

## Титули і досягнення
Тренер
- Володар Кубка Солідарності АФК: 2016